# مارگارت بلمو
مارگارت بلمو (انگلیسی: Margaret Belemu؛ زادهٔ ۲۴ فوریهٔ ۱۹۹۷) بازیکن فوتبال اهل زامبیا است.
وی همچنین در تیم‌های ملی فوتبال Zambia women's national football team بازی کرده‌است.